# Los Fronterizos
Los Fronterizos foi um conjunto de música folclórica formado em 1953, na Província de Salta (Argentina).

## Carreira
Sua formação inicial era composta por: Gerardo López, Carlos Barbarán e Emilio Solá, que ficou pouco tempo no conjunto. Pouco tempo depois, ingressaram: Eduardo Madeo e Juan Carlos Moreno.
Em maio de 1954, gravaram seu primeiro disco.
Em 1956, Carlos Barbarán saiu do grupo e foi substituído por César Isella.
Em 1957, fizeram apresentações na Itália, Áustria, União Soviética, Polônia, Tchecoslováquia e França.
Participaram de filmes como: "La Chica de la Gitana" e "Un Marinero por el Mundo".
Em 1958, deram início ao projeto: "El Canto cuenta su Historia", no qual interpretaram obras de César Perdiguero e Manuel José Castilla. Esse projeto durou três anos.
Em 1959, lançaram os discos: "En Alta Fidelidad" e "Canciones de Cerro y Luna".
Em 1960, lançaram o disco: "Cordialmente".
Em 1961, fizeram apresentações na Espanha e na Holanda. 
Em 1963, gravaram os discos: "Coronación del Folklore", com a participação de Eduardo Falú e Ariel Ramírez; e "Personalidad en Folklore".
Em 1964, gravaram "La Misa Criolla" de Ariel Ramírez, que seria apresentada no próprio Vatinao, com a presença de Eduardo Falú e Ariel Ramírez.
No final de 1965, o movimento "Nueva Canción" desenvolveu-se na música popular argentina, com fortes raízes populares e políticas. Surgiram tensões dentro do grupo devido às diferentes ideologias políticas de seus membros. Isso levou em 1966 à saída de César Isella, que iniciou uma carreira solo de sucesso, sendo substituído por Eduardo Yayo Quesada (1941-2012).
Em 1966, gravaram o disco: "En Escena".
Entre 1967 e 1968, fizeram apresentações nos Estados Unidos, Canadá, México e Peru.
Nos anos seguintes, gravariam os discos: "Fronterizos de Hoy" (1969), "Sangre Fronteriza" (1971) e "Desde El Corazón del Pueblo" (1972).
Em 1977, Eduardo Madeo deixou grupo, por não querer gravar uma nova versão de "La Misa Criolla", e foi substituído por Omar Jara.
Também em 1977, López e Moreno iniciaram uma disputa pela liderança do grupo, que foi vencida por Moreno. López se retirou do grupo, juntamente com Jara e Quesada, por outro lado, Germán Sánchez ingressou no grupo e César Isella retornou.
Em 1988, Moreno deixou o grupo, que passou a ser liderado por Juan Cruz e integrado por novos integrantes.
Em 1992, gravaram o disco "Lo mejor por los mejores", foi uma coletânea das melhores canções.
Nos anos seguintes, gravariam os discos: "Romance de luna y flor" (1994), "Pinturas de mi tierra" (1996) e "Por tanto amor" (1997).
Em 1995, o grupo era formado por Juan Cruz, David Apud, Miguel Mora e Nacho Paz. Essa nova formação fez algumas apresentações conjuntas com os antigos.
Em 1999, antigos integrantes do conjunto: Isella, Quesada, Moreno, Madeo e Gerardo López, se apresentaram no Estádio Chateau Carreras, em (Córdoba), onde interpretaram: "La Misa Criolla".
No ano de 2000, Eduardo Madeo, Gerardo López e Yayo Quesada lançaram o disco: "Nuevamente Juntos", com 16 das antigas canções do conjunto. Nos anos seguintes fizeram apresentações na Espanha e na América Latina .